# Compus de cub și octaedru
Compusul de cub și octaedru este un compus poliedric, format dintr-un cub și un octaedru regulat, având același centru și aceeași sferă mediană. Poate fi văzut și ca o stelare. Anvelopa sa convexă este un dodecaedru rombic.
Are indicele Wenninger W43.

## Mărimi asociate

### Coordonate carteziene
Cele 14 coordonate carteziene ale vârfurilor compusului sunt:
6: (±2, 0, 0), ( 0, ±2, 0), ( 0, 0, ±2)
8: ( ±1, ±1, ±1)

### Arie și volum
Următoarele formule pentru arie, A și volum, V sunt stabilite pentru lungimea laturilor cubului a:
{\displaystyle A=3(1+{\sqrt {3}})\,a^{2}\approx 8,196152~a^{2}}
{\displaystyle V=3/2\,a^{3}=1,5~a^{3}}

## Văzut drept compus
Poate fi considerat un compus poliedric, format dintr-un cub și un octaedru regulat, având același centru și aceeași sferă mediană. Este unul dintre cei cinci compuși construiți dintr-un poliedru platonic sau poliedru Kepler–Poinsot și dualul său.
Are simetrie octaedrică (Oh) și are același aranjament al vârfurilor ca și dodecaedrul rombic, ca urmare acesta este anvelopa sa convexă.
Poate fi văzut ca echivalentul tridimensional al compusului de două pătrate (octagramă, {8/2}). Această serie continuă până la infinit, echivalentul cu patru dimensiuni fiind compusul de tesseract și 16-celule.
| Cubul și dualul său, octaedrul | Intersecția ambelor poliedre este cuboctaedrul, iar anvelopa lor convexă este dodecaedrul rombic |

## Văzut drept stelare
Poate fi considerat prima stelare a cuboctaedrului și are indicele Wenninger 43. Poate fi văzut ca un cuboctaedru cu piramide pătrate și triunghiulare adăugate pe fiecare față.
Fațetele stelării pentru construcție sunt: